# Cultura de Txèrniakhov
La Cultura de Txèrniakhov és una cultura arqueològica que va florir entre els segles II i V dC en una àmplia zona de l'actual Ucraïna, Romania i Moldàvia, i parts de Belarús. Es creu que la cultura és el resultat d'una barreja cultural multiètnica de les poblacions geto-daciques (incloent-hi els daco-romans romanitzats), sàrmates i gòtiques de la zona. Aquest moviment cultural és identificat per Paul Reinecke com la migració dels gots des de Gothiscandza fins a Oium, però no tots els estudiosos troben proves convincents.

## Història
La Cultura de Txèrniakhov va substituir territorialment la seva predecessora, la cultura de Zarubintsy. Amb la invasió dels huns, la cultura va decaure i va ser substituïda per la cultura de Penkovka. S'han observat similituds entre la cultura de Txèrniakhov i la Cultura de Wielbark, que es trobava més a prop del mar Bàltic.

## Assentaments
Els assentaments, en comparació amb els de les èpoques preescita i escita, en la que estaven fortificats i eren quasi inexpugnables, estaven formats per comunitats que se sentien tan segures que les fortificacions, fins i tot les paramilitars, van desaparèixer completament i estaven oberts per totes bandes. Cap enterrament masculí conté una espasa o una altra arma. Això demostra que una vida pacífica no dictava la necessitat de tenir armes en el més enllà. En canvi, es proporcionava menjar, estris i ovelles, i al costat se li va deixar un ganivet perquè es pogués tallar molta carn i menjar bé.

## Excavacions
Les primeres restes de la Cultura de Txèrniakhov es van descobrir gairebé simultàniament. El 1899 i el 1901 a Romashky, i el 1900 a Txèrniakhov, província de Kíev, Vikentiy Khvoyka va excavar "camps de sepultura", el segon dels quals va donar el nom del tipus de monuments. El 1898-1899, l'arqueòleg polonès Karel Hadáček va excavar l'assentament de Neslukhiv al tram superior del Bug occidental. Poc després, l'any 1903, I. Kovacs va explorar el cementiri de Marossentana (nom actual Sintana de Mures) a Transsilvània.